# Condado de Polk (Oregon)
O Condado de Polk é um dos 36 condados do Estado americano do Oregon. A sede do condado é Dallas, e sua maior cidade é Dallas. O condado possui uma área de 1 927 km² (dos quais 8 km² estão cobertos por água), uma população de 62 380 habitantes, e uma densidade populacional de 32 hab/km² (segundo o censo nacional de 2000). O condado foi fundado em 1845.